# Mebisa
Mebisa (anciennement Chukhha ou Chukha) est une ville et circonscription électorale du Bhoutan. Elle abrite le siège du district de Chukha. En 2005, Chukha comptait 2 855 habitants.